# Avner
Avner ("Min fader är Ner"; Abner i 1917 års kyrkobibel), Sauls syskonbarn och härförare (1 Sam. 14:50 f.). Gjorde efter denne konungs död hans son Ish-Boshet till konung över hela Israel med undantag av Juda stam, som hyllade David. Avner råkade dock i oenighet med Ish-Boshet och övergick till Davids parti. Han blev sedermera ett offer för Davids härförare Joabs hämnd, emedan han i en strid nedlagt dennes broder (2 Sam. 2 f.).